# ڤ
فاء اعجمی از حروف الفبای فارسی است که در نسخه‌های خطی سده‌های چهارم و پنجم دیده می‌شود. این حرف امروزه دیگر در خط فارسی حضور ندارد ولی در الفبای کردی و الفبای شغنانی هنوز هم قابل استفاده بوده و ۲۸ بیست و هشتم حرف این زبان میباشد. 
| آوا | تنها | آغازی | میانی | پایانی | نام |
| --- | ---- | ----- | ----- | ------ | --- |
| /β/ | ڤ    | ڤـ    | ـڤـ   | ـڤ     | ڤِ   |

این حرف صدایی چون حرف V در انگلیسی را داشته است. ابدال «ڤ»ها به حروف «ب» و «ف» را دلیل حذف این نویسه از الفبای فارسی دانسته‌اند. امروزه این حرف در زبان‌هایی غیر از فارسی همچنان کاربرد دارد.

## در آثار گذشتگان
حمزهٔ اصفهانی آن را «میان باء و فاء» خوانده و کلمات «لڤ» (الشفه) و «شَڤ» (اللیل) را مثال آورده است. ابوعلی‌سینا آن را «فاءِ نزدیک به باء» توصیف می‌کند و کلمهٔ «ڤزونی» را به عنوان مثال می‌آورد. بدیع‌الزمان نطنزی «ڤ» را از جمله واج‌های فارسی که در تازی نیست، ثبت کرده است. مؤلف دستور دبیری نیز آن را در شمار حرف‌های خاص فارسی که باید با سه نقطه مشخص شود، آورده است. خواجه نصیرالدین طوسی از جملهٔ «پنج حرف مصمت دیگر که در این لغت (فارسی) زیادت شود» صورت «ڤ» را به سه نقطه ثبت کرده است. شمس قیس آن را «فاء اعجمی» می‌خواند. تلفظ آن به صورت سایشی دولبی واکدار (IPA: /β/) بوده است. این همخوان همان واج لبی-دندانیِ واکدار است که هنوز در فارسی وجود دارد، اما در عربی نیست و همخوان «و» در زبان عربی که از حروف لَیِّن شمرده شده، واج نیم‌واکه است که در بعضی زبانهای دیگر مانند انگلیسی نیز هست و در کتابت آن را با حرف W ثبت می‌کنند. این واج در گویش‌های ایرانی ثابت نبوده، چنانکه گاهی به «ب» (دولبیِ واکدار) و گاهی به «ف» (لبی-دندانیِ بی‌واک) تبدیل شده. از مثال‌هایی که حمزهٔ اصفهانی ذکر کرده، چنین گمان می‌رود که در شیوهٔ تلفظ اصفهان همخوان «ب» در آخر کلمه مانند «و» ادا می‌شده، یعنی «لَوْ = لب» و «شَوْ = شب». در بسیاری از گویش‌های ایرانی کنونی هم در این مورد واکهٔ مرکب ou به کار می‌رود که مرحلهٔ ثانوی تحول است. چنانکه «شب» را šou و «آب» را ou می‌گویند. در موارد دیگر همخوان «ڤ» در بعضی گویش‌های ایرانی به «ف» بدل می‌شده. کلمهٔ «ڤزونی» که ابوعلی‌سینا ذکر کرده، اکنون به صورت «فزونی» در فارسی دری رایج است. در بسیاری از نسخه‌های مکتوبِ پیش از قرن هفتم نیز نوسان میان این سه همخوان (یعنی «و»، «ب» و «ف») دیده می‌شود، مانند:
- اوکندن = افکندن
- کاوین = کابین
- بشردن = فشردن
- افریشم = ابریشم
- دفسانیدن = دوسانیدن[۱]

## در زبان‌های دیگر
این حرف امروزه در زبان‌هایی چون کردیِ سورانی، وَخی، قُمُری و قاراخانی استفاده می‌شود.
همچنین در زبان عربی این حرف برای نوشتن نام‌ها و واژه‌های بیگانه‌ای که دارای واج /v/ هستند، به کار می‌رود. برای نمونه کلمهٔ Volvo در عربی «ڤولڤو» و Vienna به صورت «ڤيينا» نوشته می‌شود. در عربی مصری این حرف را «فه بتلات نقط» (فهٔ سه‌نقطه) می‌نامند.
در الفبای جاوی این حرف نمایندهٔ واج /p/ است.

## حروف مشابه
حرف «ڨ» («ق» با یک نقطه بیشتر) در عربی تونسی و الجزایری نمایندهٔ واج /g/ است. در مواردی که برای نوشتن «ڨ» مشکل فنی‌ای وجود داشته باشد، از «ق» برای نشان دادن واج /g/ استفاده می‌شود.

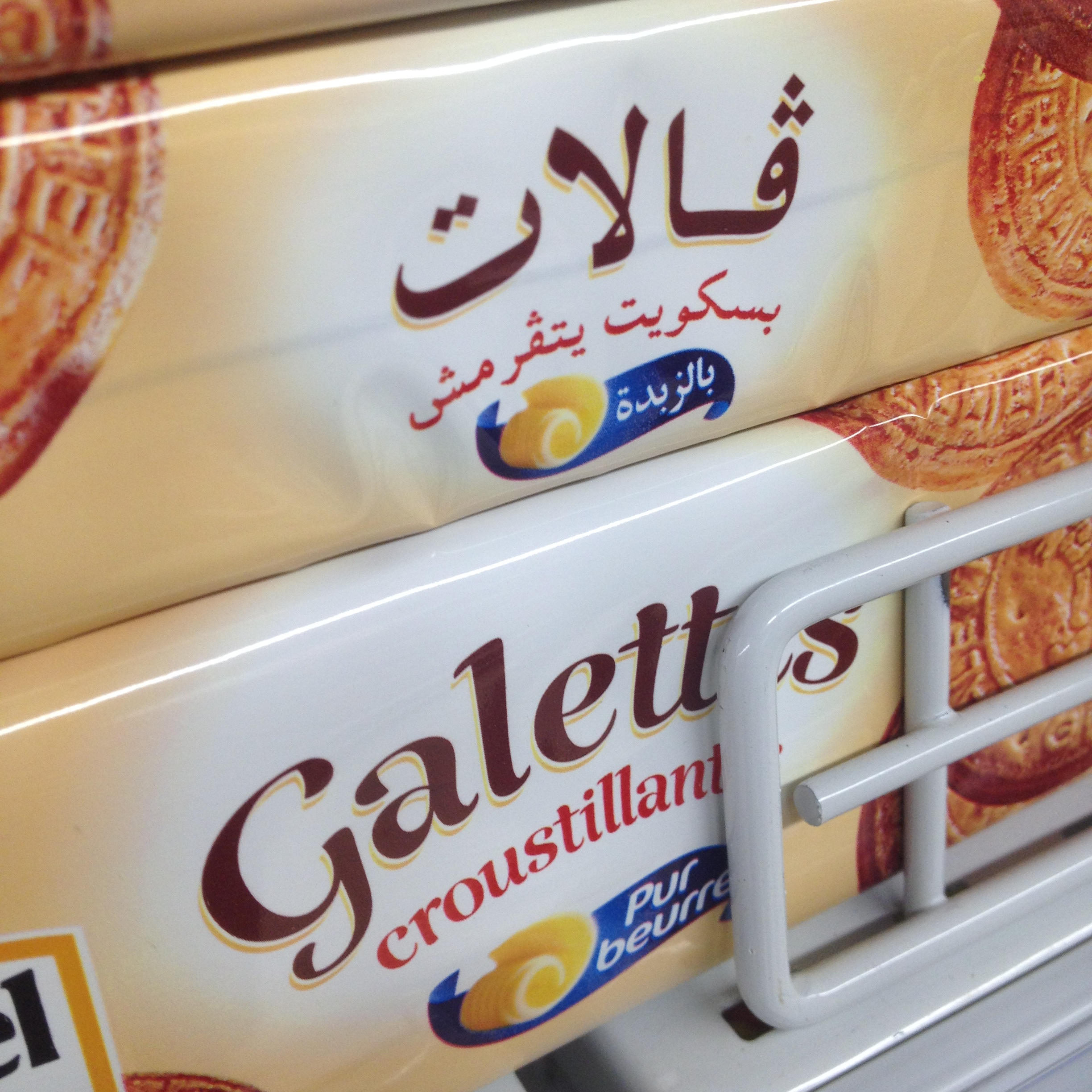
بستهٔ بیسکوئیتی در تونس که روی آن از قافِ سه‌نقطه برای نشان دادن /g/ استفاده شده.

در خط مغربی که در شمال غربی آفریقا رواج دارد، ازآنجاکه «ف» به صورت «ڢ» نوشته می‌شود، «ڤ» نیز به شکل «ڥ» به نگارش درمی‌آید.